# Michael Ashcroft

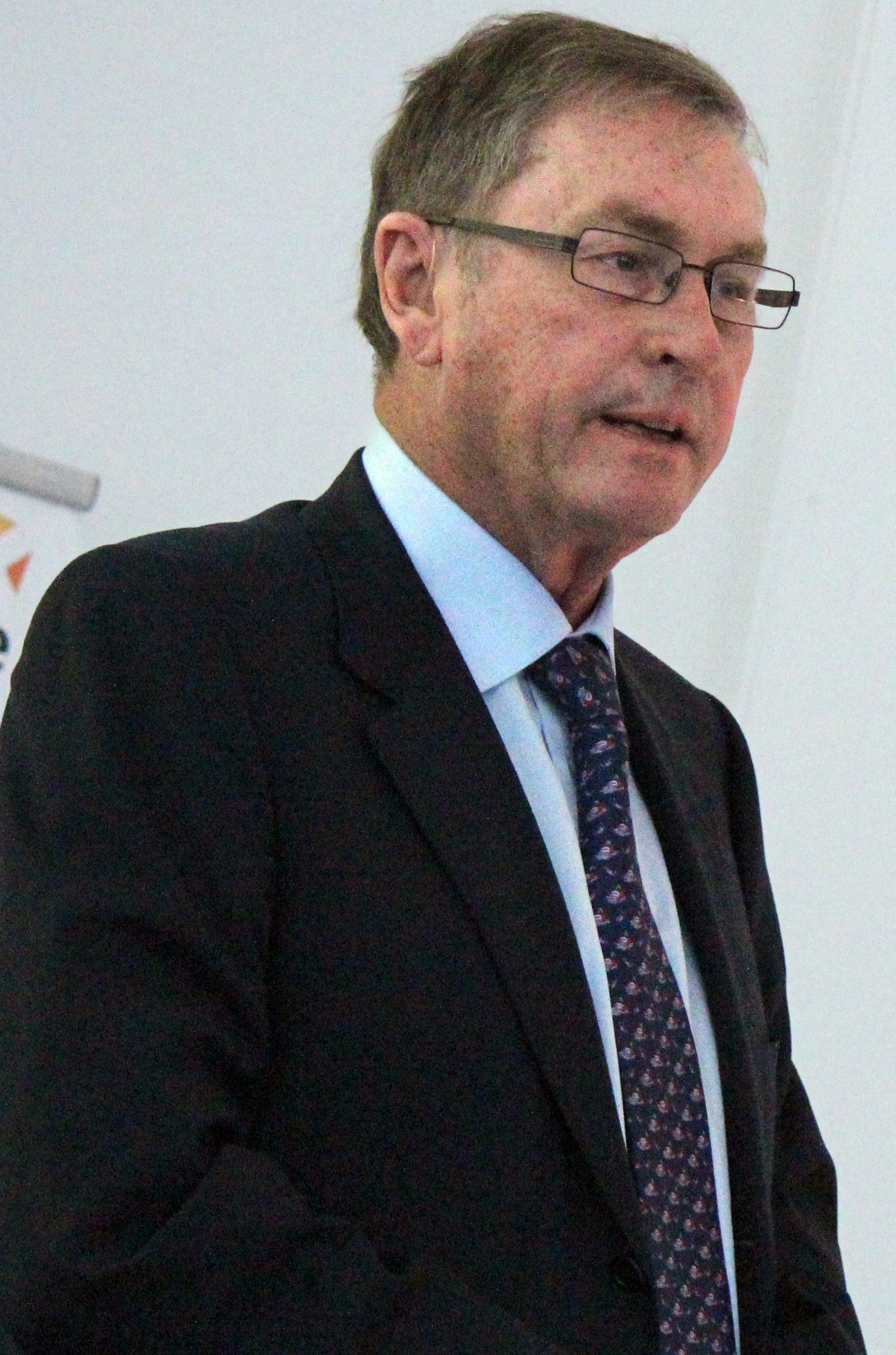
Lord Ashcroft (2015)

Michael Anthony Ashcroft, Baron Ashcroft, KCMG (* 4. März 1946 in Chichester, West Sussex) ist ein britischer Geschäftsmann und war für die Conservative Party politisch aktiv.

## Karriere
Ashcroft machte am Mid-Essex Technical College einen Abschluss in Wirtschaftswissenschaften. Von 1967 bis 1969 war er Management-Trainee bei Carreras Tobacco.
Anschließend war er für das Dienstleistungsunternehmen Pritchard Group Services tätig. 1972 gründete Ashcroft seine eigene Firma und übernahm 1974 das unprofitable Reinigungsunternehmen Uni-Kleen zum symbolischen Preis von £1, sanierte es und verkaufte es für £1,3 Millionen.
1977 erwarb er den notleidenden Hersteller von Camping-Ausrüstung Hawley Goodall; durch eine Reihe weiterer Übernahmen wandelte Ashcroft das Unternehmen in eine Dienstleistungs-Gruppe, deren Portfolio Hausmeistertätigkeiten, Auto-Auktionen und Sicherheitsdienste umfasste. 1981 expandierte Hawley in die USA, und der Umsatz stieg auf $27 Millionen.
1986, nach der Übernahme seines einstigen Arbeitgebers Pritchard Services, betrugen die Umsätze mehr als $1,3 Mrd. 1987 übernahm Hawley für $50 Millionen die in Indianapolis ansässige Crime Control Inc. und fokussierte unter dem neuen Namen ADT Inc. auf Sicherheitsdienstleistungen; andere Geschäftsbereiche gingen an Integrated Service Solutions. 1997 schlüpfte ADT für $6,7 Mrd. unter den Börsenmantel des US-Konglomerates Tyco International.

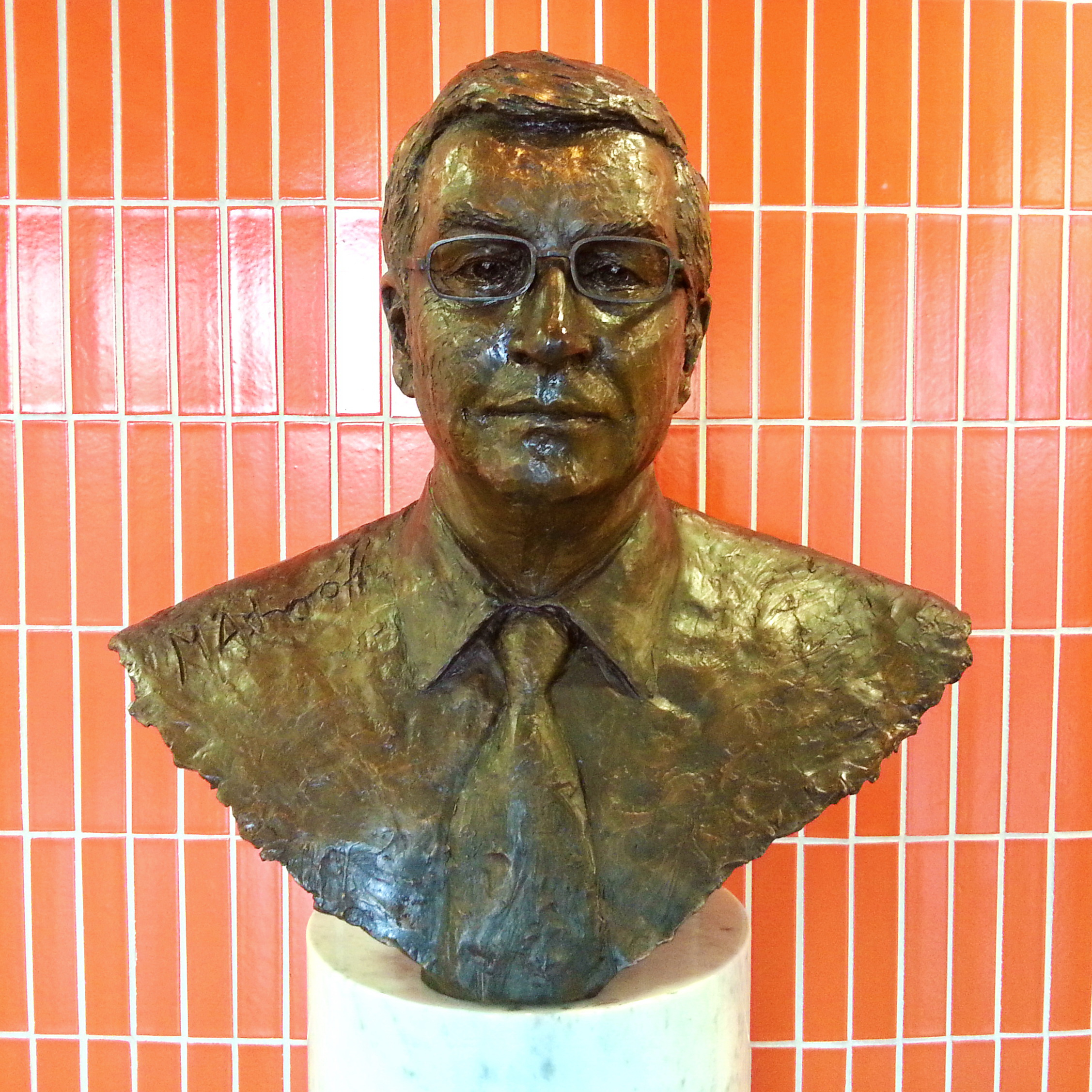
Büste Lord Ashcrofts

Ashcroft, der auch Staatsbürger von Belize ist, wurde am 20. Oktober 2000 zum Life Peer als Baron Ashcroft, of Chichester in the county of West Sussex, erhoben und wurde Mitglied des House of Lords. Im selben Jahr wurde er auch zum Knight Commander des Order of St. Michael and St. George geschlagen.
Von 1998 bis 2001 war er Seniorparteischatzmeister der Tories. Er war von 2005 bis 2010 stellvertretender Vorsitzender der Conservative Party. Seit 2007 ist er Schatzmeister der International Democratic Union.
Michael Ashcroft hatte bis 2010 keinen offiziellen Wohnsitz im Vereinigten Königreich, da er auf diese Weise für seine Unternehmen die Regeln des Steuerparadieses Belize in Anspruch nehmen konnte. Sein Status führte dazu, dass 2010 vom Parlament ein Gesetz erlassen wurde, das Angehörige beider Kammern des Parlamentes dazu verpflichtet, aus steuerlichen Gründen einen Wohnsitz in Großbritannien anzumelden. Diesem Gesetz folgte Ashcroft 2010, obwohl er bereits im Jahr 2000 dem damaligen Parteivorsitzenden der Conservative Party William Hague seine Zusage gegeben hatte, bis zum Ablauf des Jahres einen Wohnsitz im Vereinigten Königreich anzumelden. Am 31. März 2015 gab Lord Ashcroft bekannt, dass er mit sofortiger Wirkung seinen Sitz im House of Lords aufgeben werde und offiziell keinen Wohnsitz mehr im Vereinigten Königreich habe. Nach einem 2014 verabschiedeten Gesetz kann er mit diesem Schritt seinen Titel weiterhin führen. Er wolle, wie er erklärte, sich nun verstärkt auf seine Tätigkeit als Meinungsforscher und Publizist konzentrieren und würde nun die Steueregelungen für nicht ständig in Großbritannien Wohnhafte wieder in Anspruch nehmen können.
Privat betätigt sich Ashcroft als Sammler von Victoria-Kreuzen und Georgs-Kreuzen. Er besitzt die größte private Kollektion weltweit, die sich als Leihgabe in der nach ihm benannten Ashcroft Gallery im Imperial War Museum in London befindet.